# 上野村
上野村（うえのむら）は、群馬県の南西部（最南端）に位置する、多野郡に存在する村。群馬県で最も人口の少ない自治体かつ（平成27年6月1日現在）、関東地方の島嶼部（伊豆諸島・小笠原諸島）を除いた最も人口の少ない自治体である。

## 概要
かつての上野（こうずけ）国にあるが、当村の読みは「こうずけ」でなく「うえの」である。2003年（平成15年）4月1日に、当村に隣接する中里村が万場町と合併し神流町が発足してからは、群馬県内で最も人口の少ない地方公共団体となった。人口密度が群馬県内の市町村の中で最も低く、可住地面積割合の7.0%も、群馬県内で最も低い。
日本国政府が推進した「平成の大合併」に対して「合併しない宣言」を出した（他に福島県東白川郡矢祭町と宮城県黒川郡富谷町（現富谷市）が同様の宣言を出している）。山間にある過疎地域であるが、2005年に上野ダム・東京電力神流川発電所が完成し、固定資産税の税収が増加したのに伴い、2006年（平成18年）度から2012年（平成24年）度まで地方交付税の不交付自治体となった（ダム完成前の2005年（平成17年）時点の財政力指数は「0.20」と、かなり脆弱な財政だったが、ダム完成後の2007年（平成19年）には、一気に1.27にまで上がり、県内一の高さを誇るようになった。2008年（平成20年）には更に1.73に上昇した）。
村域南部には、1985年（昭和60年）8月12日に発生した日本航空123便墜落事故の現場である御巣鷹の尾根（高天原山）があり、事故当時は上野村消防団が人家のない地域の捜索・救助活動に当たった。当時は無名だった尾根を「御巣鷹の尾根」と命名したのは、元村長の黒澤丈夫である。また村内の楢原地区には、納骨堂や事故に関する展示施設を有する「慰霊の園」がある。

## 地理

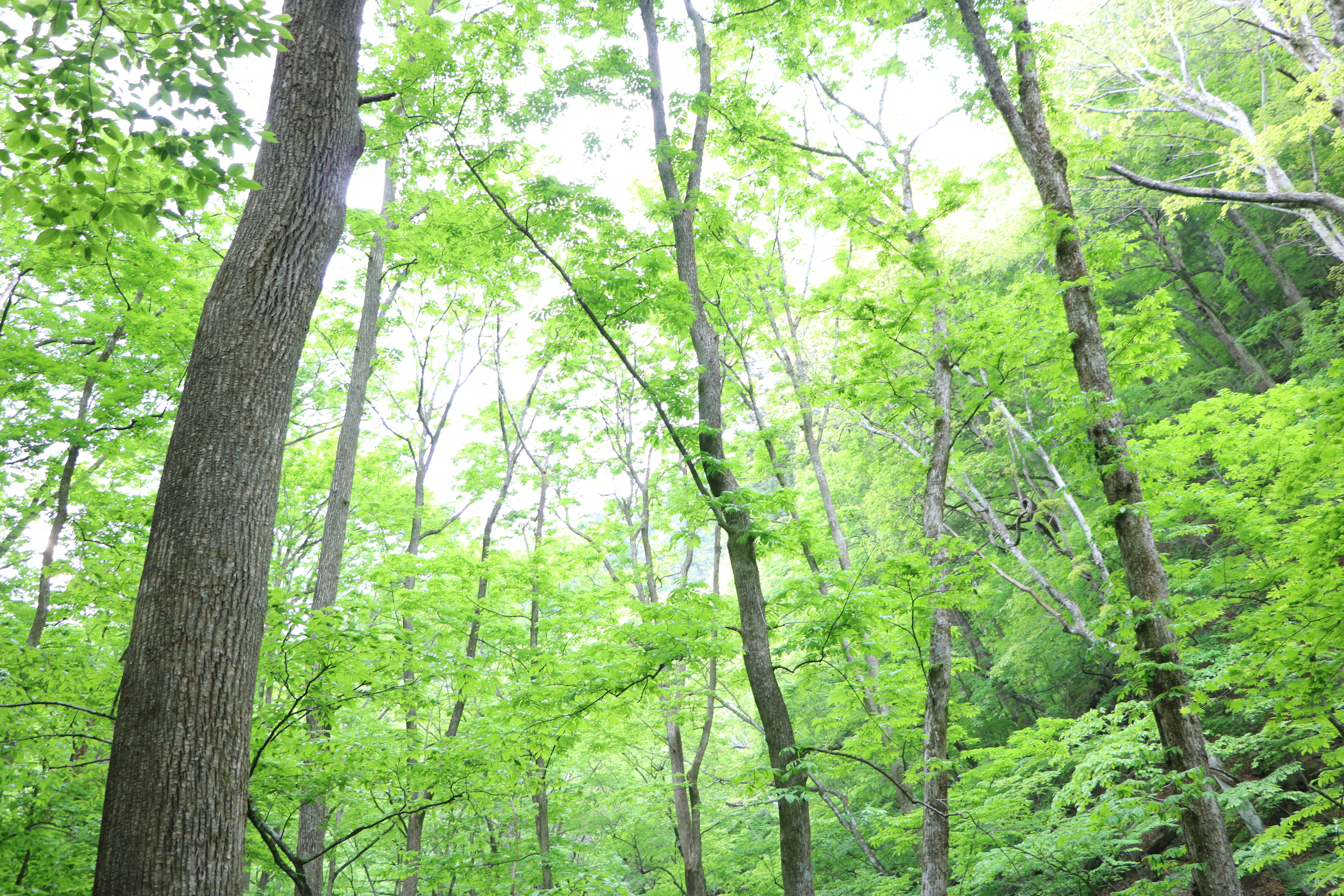
上野楢原のシオジ林

関東地方の市町村では、東京都の島嶼部を除くと最も人口が少なく、唯一1000人を割っている。
群馬県南西部の山間に位置する村落。長野県・埼玉県と境を接する。村は森林セラピー基地に認定されている。父母トンネルをはさんで、東側に乙母（おとも）、野栗沢（のぐりさわ）、新羽（にっぱ）、勝山（かつやま）、川和（かわわ）、西側に乙父（おっち）、楢原（ならはら）の各大字がある。
- 山：御巣鷹山、諏訪山、天丸山、高天原山
- 川：神流川
- 峠：十石峠、ぶどう峠

## 歴史
- 1590年の徳川氏関東入国により乙母村など7村が代官の支配下となり、幕末には郡代支配に替わり、明治維新により甘楽郡が設けられ、7村ともそれに編入される[3]。
- 1884年：秩父事件が起こる。上野村では黒沢鞍十郎を中心に蜂起[4]。
- 1889年4月1日：町村制度施行に伴い、上野村が発足。
- 1907年：野栗大水災[5]
- 1985年8月12日：羽田空港発伊丹空港行き日本航空123便が、御巣鷹の尾根に墜落（報道では御巣鷹山と報道されたが、実際には高天原山であった）。事故については「日本航空123便墜落事故」を参照。
- 2002年9月：村内初の信号機を設置。直前の時点で群馬県内で信号機が設置されていない町村は、この上野村と中里村のみであった。なお群馬県内で最後まで信号機がない村として残った中里村は2003年4月に万場町との合併によって神流町となり、「信号機がない村」は県内から消滅した。
- 2004年3月24日：湯の沢トンネルが開通。これにより、上信越自動車道下仁田ICから上野村へのアクセスが改善された。

## 人口
| |                                        |  |
| 上野村と全国の年齢別人口分布（2005年） | 上野村の年齢・男女別人口分布（2005年） |  |
| ■紫色 ― 上野村 ■緑色 ― 日本全国 | ■青色 ― 男性 ■赤色 ― 女性              |  |
| 上野村（に相当する地域）の人口の推移 \| 1970年（昭和45年） \| 2,996人 \| \| \| 1975年（昭和50年） \| 2,581人 \| \| \| 1980年（昭和55年） \| 2,309人 \| \| \| 1985年（昭和60年） \| 1,968人 \| \| \| 1990年（平成2年） \| 1,711人 \| \| \| 1995年（平成7年） \| 1,586人 \| \| \| 2000年（平成12年） \| 2,285人 \| \| \| 2005年（平成17年） \| 1,535人 \| \| \| 2010年（平成22年） \| 1,306人 \| \| \| 2015年（平成27年） \| 1,230人 \| \| \| 2020年（令和2年） \| 1,128人 \| \| |                                        |  |
| 総務省統計局 国勢調査より |                                        |  |
| 1970年（昭和45年） | 2,996人                                |  |
| 1975年（昭和50年） | 2,581人                                |  |
| 1980年（昭和55年） | 2,309人                                |  |
| 1985年（昭和60年） | 1,968人                                |  |
| 1990年（平成2年） | 1,711人                                |  |
| 1995年（平成7年） | 1,586人                                |  |
| 2000年（平成12年） | 2,285人                                |  |
| 2005年（平成17年） | 1,535人                                |  |
| 2010年（平成22年） | 1,306人                                |  |
| 2015年（平成27年） | 1,230人                                |  |
| 2020年（令和2年） | 1,128人                                |  |

## 交通

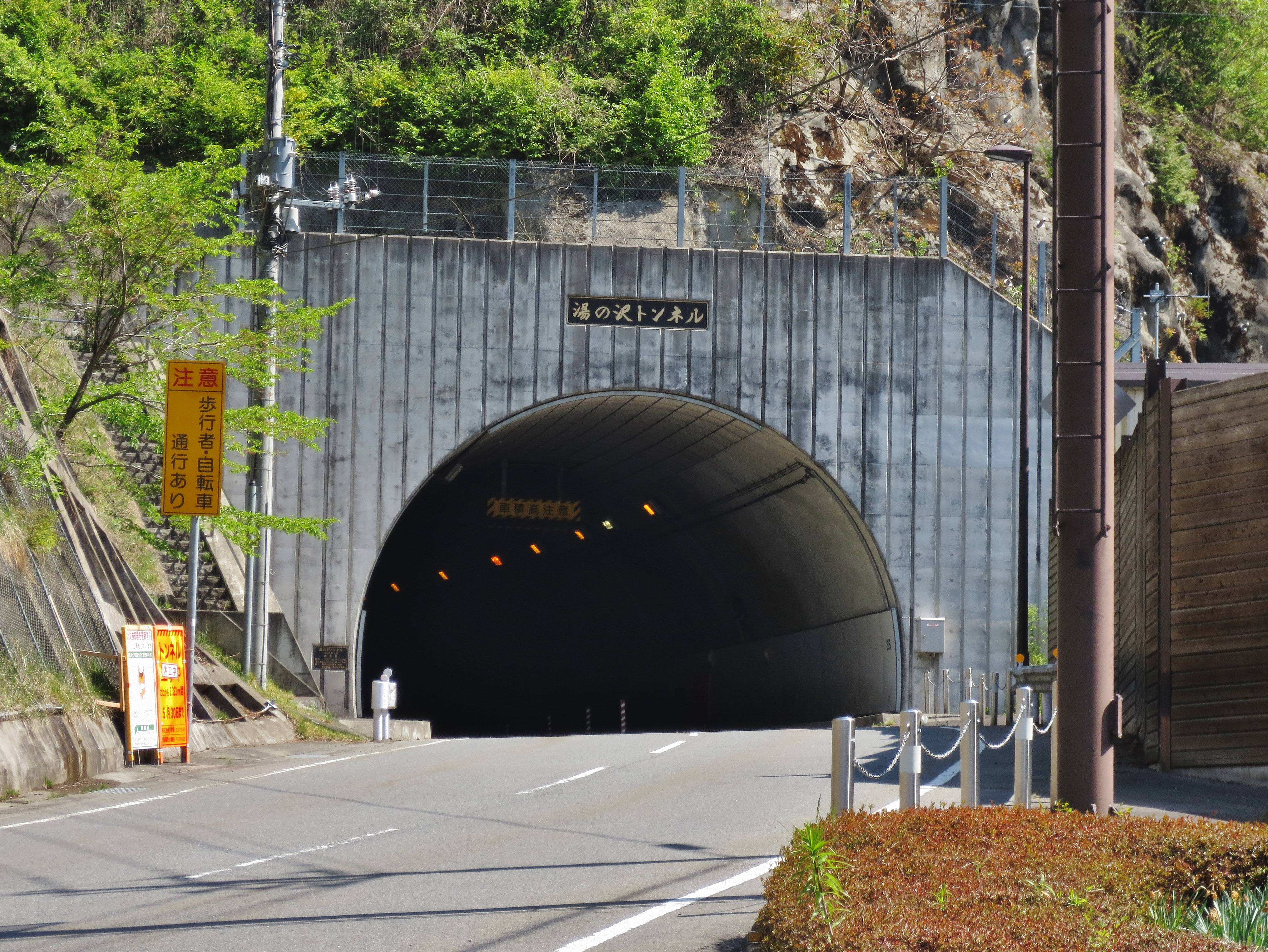
湯の沢トンネル

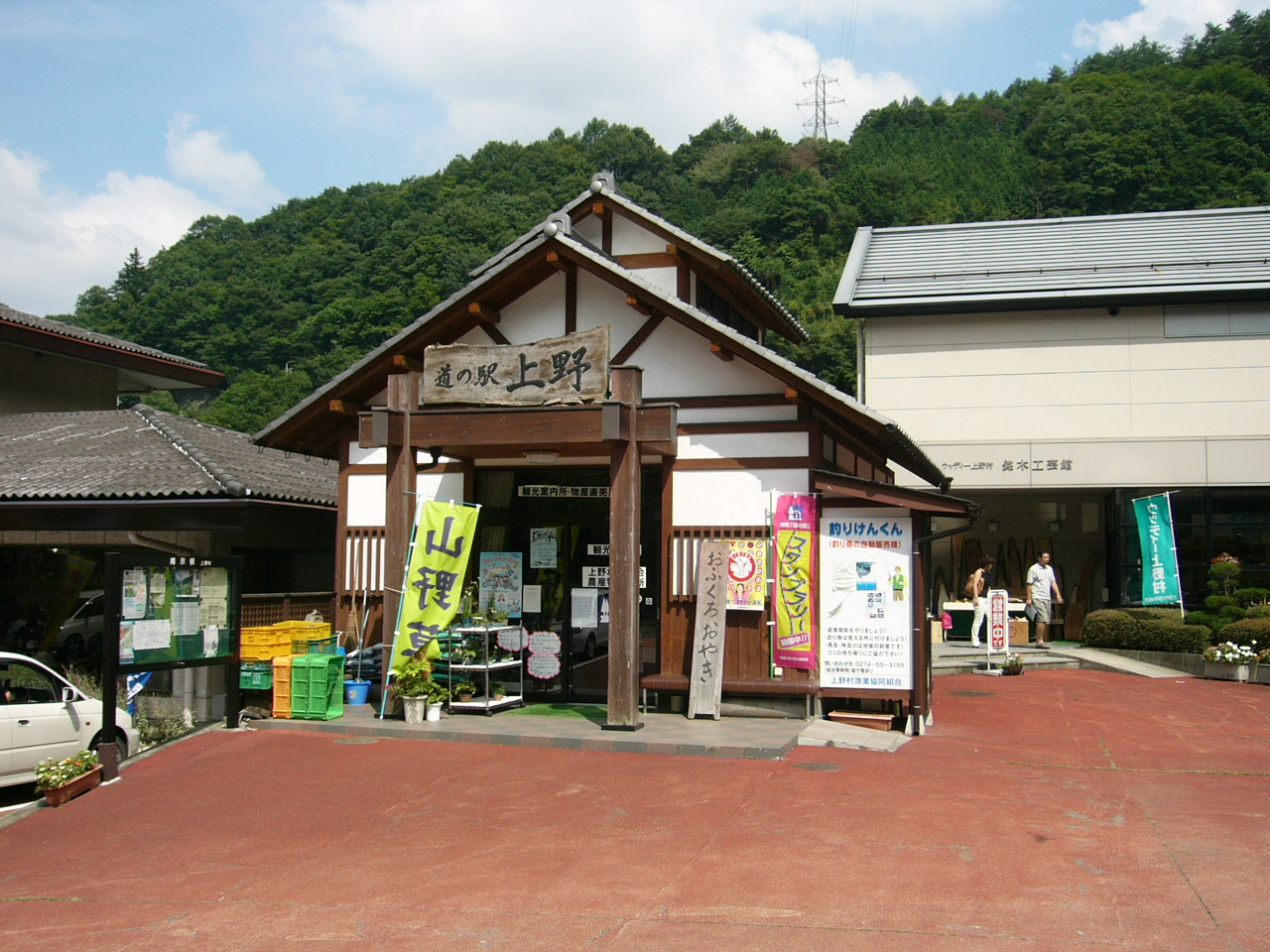
道の駅上野

村内を鉄道路線は走っていない。最寄り駅は、上信電鉄上信線下仁田駅で、乗合タクシーが利用できる。

### 路線バス
神流川沿いに多野郡内の下流・関東平野にある旧・新町（現・高崎市の飛地）を結ぶ路線が基幹的路線となっている他、山を越えた北方向の甘楽郡下仁田町へ直行する乗合タクシー路線がある。県外路線はない。
- 日本中央バス（NCB）
  - 奥多野線（多野藤岡広域路線バス「かんながわ号」）：新町駅 - 群馬藤岡駅 - 鬼石 - 万場 - 中里 - 上野村ふれあい館 - しおじの湯
かつての上信電鉄バス路線を継承した。JR高崎線の新町駅から旧鬼石町、神流町を経て全線所要時間約2時間で運行されている。小型バスを使用、通し便は一日上下各7便である。2007年4月改正で廃止されるまでは高速路線車使用の急行便も存在した。
- 上野村乗合タクシー
  - 上野村ふれあい館 - 下仁田駅
一日上下各3便。

### 道路
一般国道
- 国道299号
- 国道462号

群馬県道
- 群馬県道45号下仁田上野線
- 群馬県道・長野県道124号上野小海線

林道
- ふるさと林道湯の沢線（湯の沢トンネル）

### 道の駅
- 上野

## 観光地
- 旧黒澤家住宅（国の重要文化財）

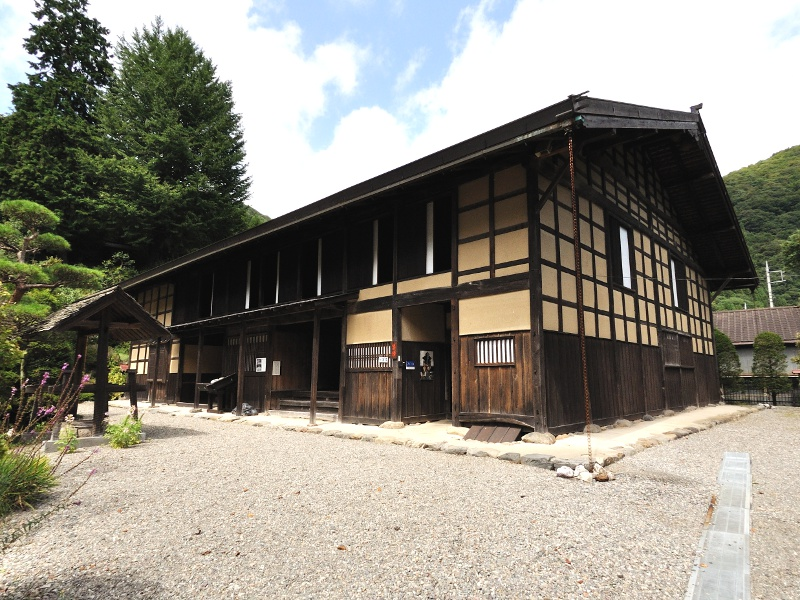
旧黒澤家住宅

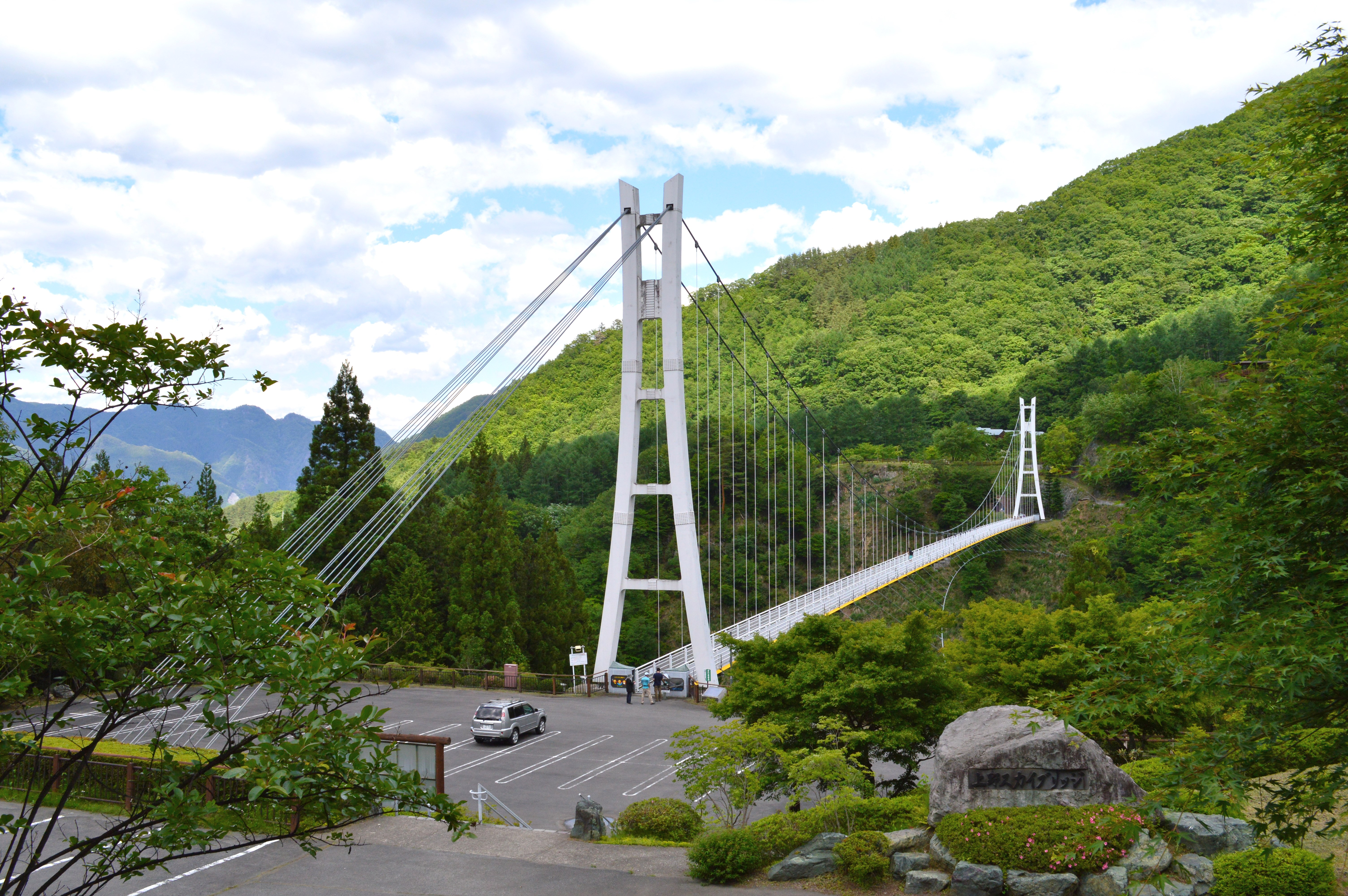
上野スカイブリッジ

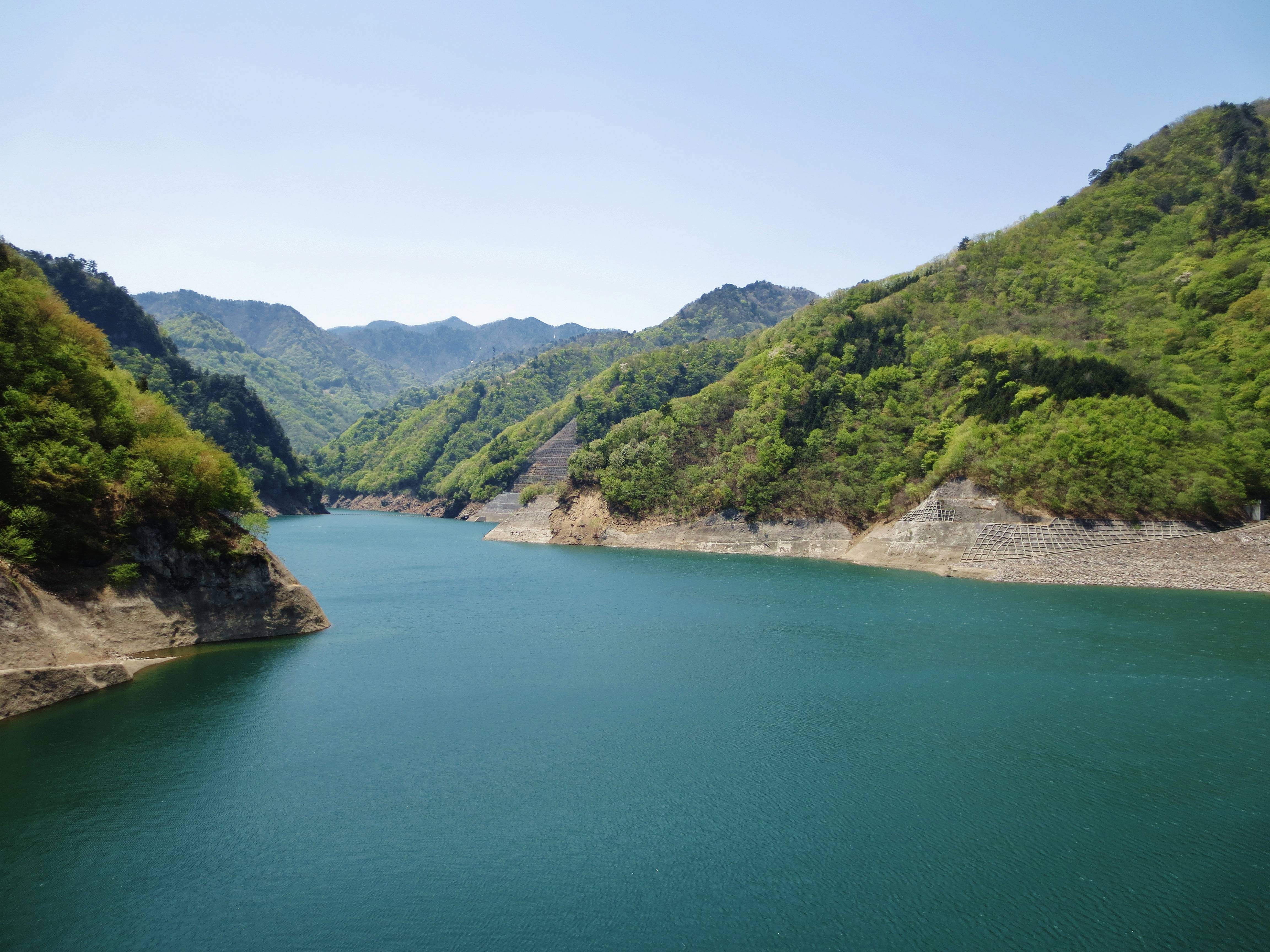
奥神流湖

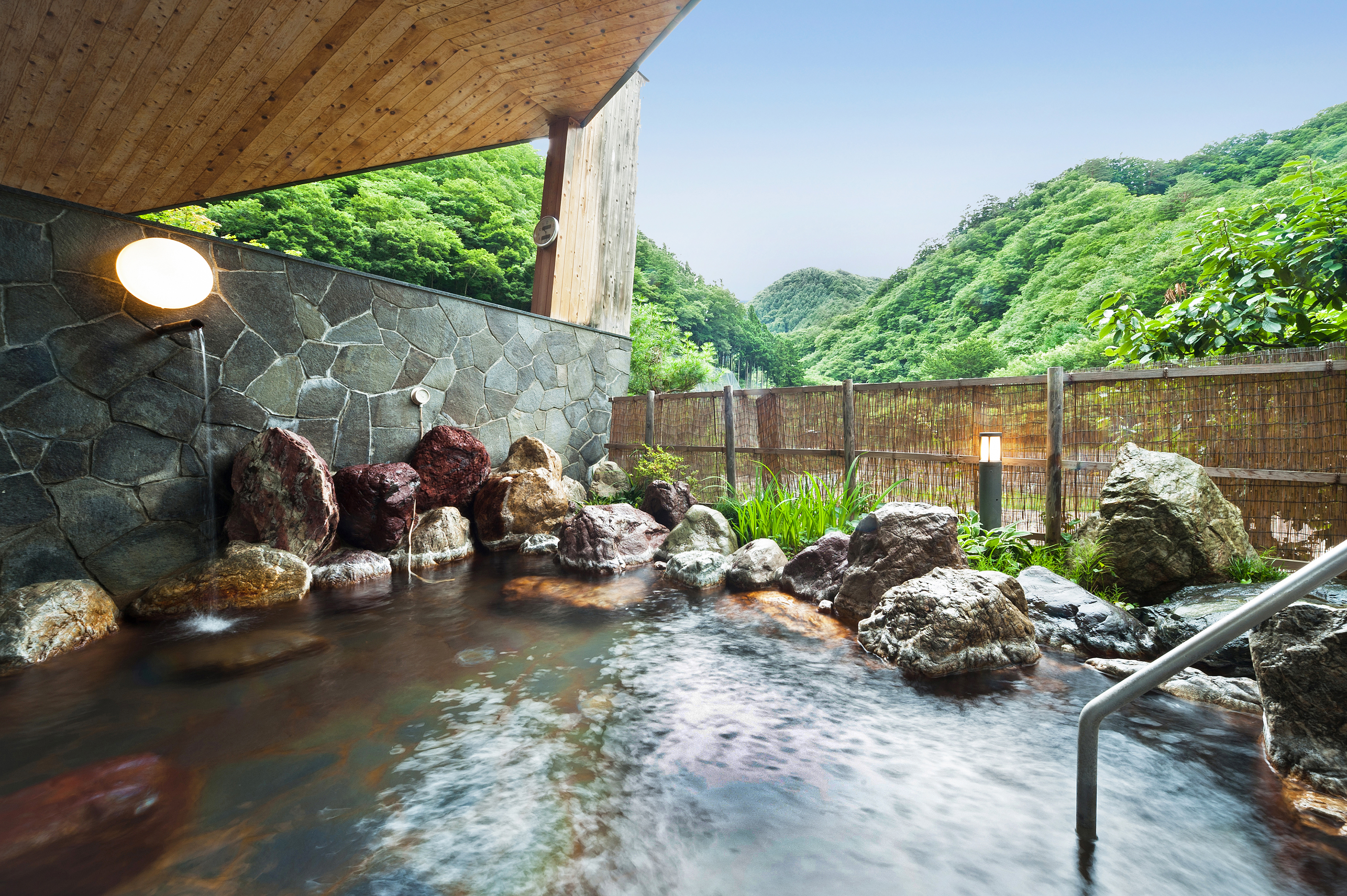
浜平温泉しおじの湯

- 東京電力リニューアブルパワー 神流川発電所
- 東京電力リニューアブルパワー 上野ダム
  - 奥神流湖
- リゾートエリア「天空回廊」
  - 川和自然公園（上野振興公社）
キャンプ場・バンガロー、トリムコース、ローラー滑り台がある。
    - 不二洞（上野振興公社）
川和自然公園内。洞内の延長2.2km、関東一の規模を誇る

  - まほーばの森（上野振興公社）
コテージとレストラン。バーベキューにも対応。
  - 上野スカイブリッジ（上野振興公社）
不二洞が有る川和自然公園と、対岸尾根のまほーばの森を結ぶ壮大な吊り橋。橋の高さは90m。
- 塩ノ沢温泉
- 浜平温泉
- ぶどう峠
- 十石峠
- 生犬穴（閉鎖中）国の天然記念物
- 上野村亀甲石産地 国の天然記念物
- 上野楢原のシオジ林 国の天然保護区域

## 行事
- 3月最終日曜日 - 不二洞弥生祭り[6]
- 4月3日 - おひながゆ（国選無形民俗文化財）[7]
- 4月5日 - 乙父神社お川瀬下げ（県指定重要無形民俗文化財）[8]
- 5月3日 - 中正寺の火渡り（村指定無形民俗文化財）[9]
- 8月第1日曜日 - 乃久里神社お川瀬下げ（県指定重要無形民俗文化財）[10]

乃久里神社は上野村新羽字野栗にある野栗集落の鎮守で祭神は弟橘姫。その昔、姫の一行が神流川を渡ろうとした時、川が急に増水したため姫が裾をからげたところ、陰毛が見えてしまい、慌てて、抱きかかえていた75柱の御子神を川に流してしまった。以来、この御子神のために川瀬で祭を行うようになったのがお川瀬下げ神事の起源と伝わる。また、江戸時代の慶長の頃、新羽の神流川が氾濫した際、橋に33尋（約60m）の長い毛が流れ着き、巫女などに占わせたところ野栗権現が流した陰毛であるとのことから、ありがたく祀り、以降毎年祭礼の際には神輿のあとにこの毛を箱に入れて持ち歩いたという伝説がある。なお、平将門の弟平将平の一族を弔う神社を「野栗」といい、上野（群馬）と武蔵（埼玉）の国境を流れる神流川流域には野栗伝説が今も残る。

## 行政・立法
- 村長：黒澤八郎（2017年6月就任 2期目）

### 県議会
- 選挙区：藤岡市・多野郡選挙区
- 定数：2名
- 任期：2023年（令和5年）4月30日 - 2027年（令和9年）4月29日[14]

| 議員名     | 会派名       | 備考               |
| ---------- | ------------ | ------------------ |
| 金沢充隆   | つる舞う     | 党籍は無所属       |
| (神田和生) | (自由民主党) | 任期途中で議員辞職 |

### 衆議院
- 任期 ： 2024年（令和6年）10月27日 - 2028年（令和10年）10月26日（「第50回衆議院議員総選挙」参照）

| 選挙区                                                                  | 議員名   | 党派名     | 当選回数 | 備考   |
| ----------------------------------------------------------------------- | -------- | ---------- | -------- | ------ |
| 群馬県第4区（上野村、高崎市〈旧高崎市・新町・吉井町〉、藤岡市、神流町） | 福田達夫 | 自由民主党 | 5        | 選挙区 |

## 教育
- 上野村立上野小学校
- 上野村立上野中学校
- かじかの里学園 - 山村留学

## 医療
- へき地診療所
- へき地歯科診療所

## 警察
- 藤岡警察署上野駐在所（多野郡上野村大字勝山94）

## 消防
- 多野藤岡広域市町村圏振興整備組合藤岡消防署上野消防出張所（多野郡上野村大字川和19）

## 姉妹都市
- 卓蘭鎮（中華民国苗栗県）

## 健康づくりにおける相互応援協定都市
- 行田市（埼玉県）
- 習志野市（千葉県）

## 出身有名人
- 黒沢丈夫 - 元村長。10期連続無投票当選。元全国町村会会長。元大日本帝国海軍少佐。日本航空123便墜落事故の対応に尽力した。

## ゆかりの有名人
- 山田修 - すりばち学校のきご先生。上野村野栗沢分校で教鞭。
- 内山節 - 哲学者。上野村に居住。